# كين بيرش
كين بيرش (بالإنجليزية: Ken Birch)‏ (31 ديسمبر 1933 في المملكة المتحدة - 24 أبريل 2015) هو مدرب كرة قدم ولاعب كرة قدم بريطاني في مركز نصف الجناح. لعب مع نادي إيفرتون ونادي بانغور سيتي ونادي ساوثهامبتون وتاندا رويال زولو ‏ ونادي تشيلمسفورد.

## وصلات خارجية
- كين بيرش على موقع قاعدة بيانات كرة القدم.إي يو (الإنجليزية)